# Graovo
Graovo (cyr. Граово) – wieś w Serbii, w okręgu jablanickim, w mieście Leskovac. W 2011 roku liczyła 215 mieszkańców.